# Agrostis pourretii
Agroside de Pourret
Espèce
Classification phylogénétique
Agrostis pourretii, ou agrostide de Pourret, est une espèce végétale de la famille des Poaceae. 

## Description

### Appareil végétatif
Cette plante herbacée annuelle mesure de 7 à 50 cm de hauteur. Sa tige lisse est genouillée à la base. 

### Appareil reproducteur
L'inflorescence est une panicule peu dense d’épillets qui mesure jusqu'à 13 cm de longueur. Chaque épillet mesure entre 2 et 2,5 mm de longueur. La glume inférieure mesure 1 cm environ de plus que la supérieure ; la glumelle inférieure est environ deux fois plus longue que la supérieure, qui porte une arête d’environ 3 mm de longueur. La pollinisation est anémophile. 
Le fruit est un caryopse.

## Systématique et nomenclature
Il ne faut pas confondre Agrostis pourretii Willd. 1808 avec Agrostis pourretii Spreng. 1824, dont le statut est incertain.